# Jeju

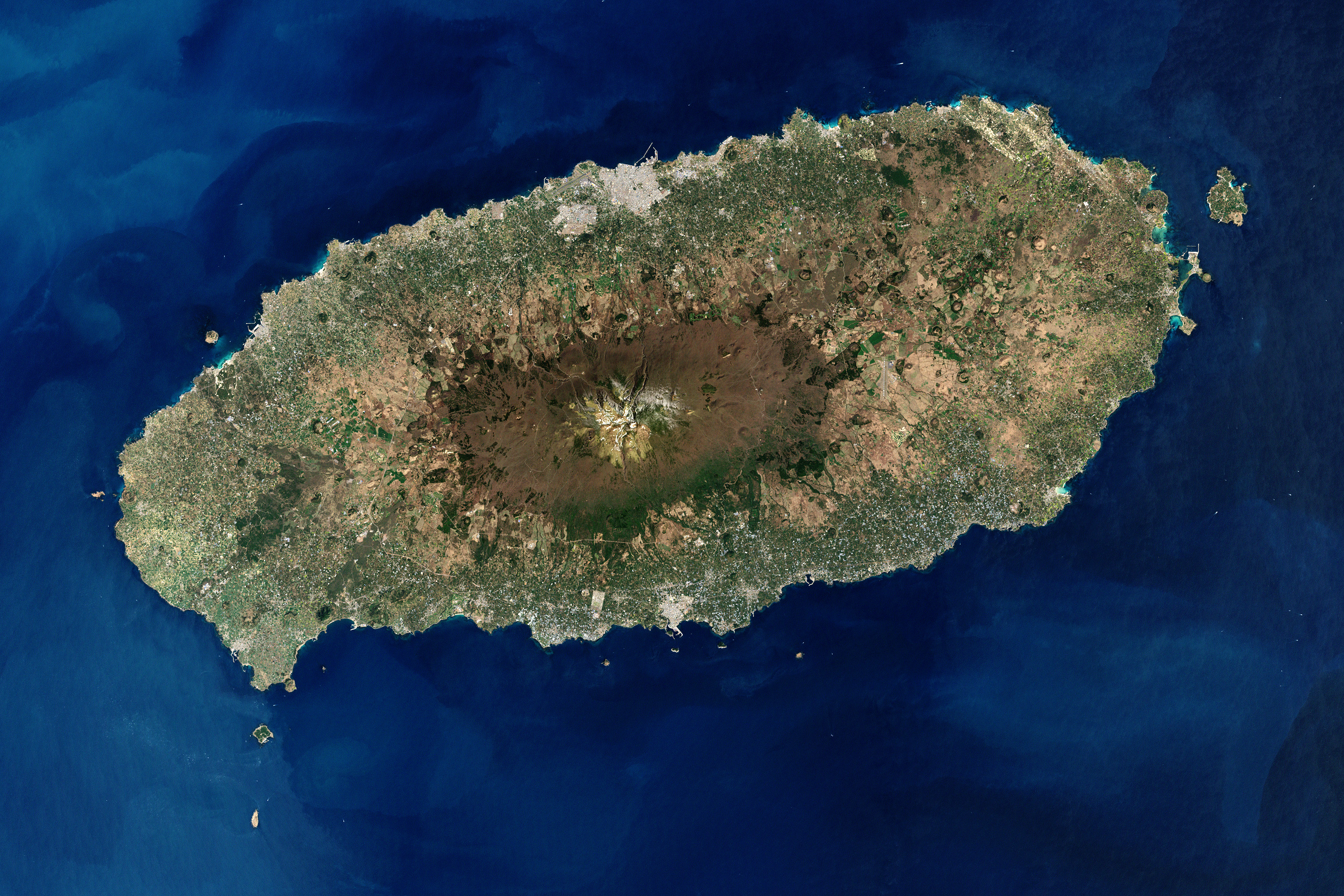
Imagem de satélite de Jeju

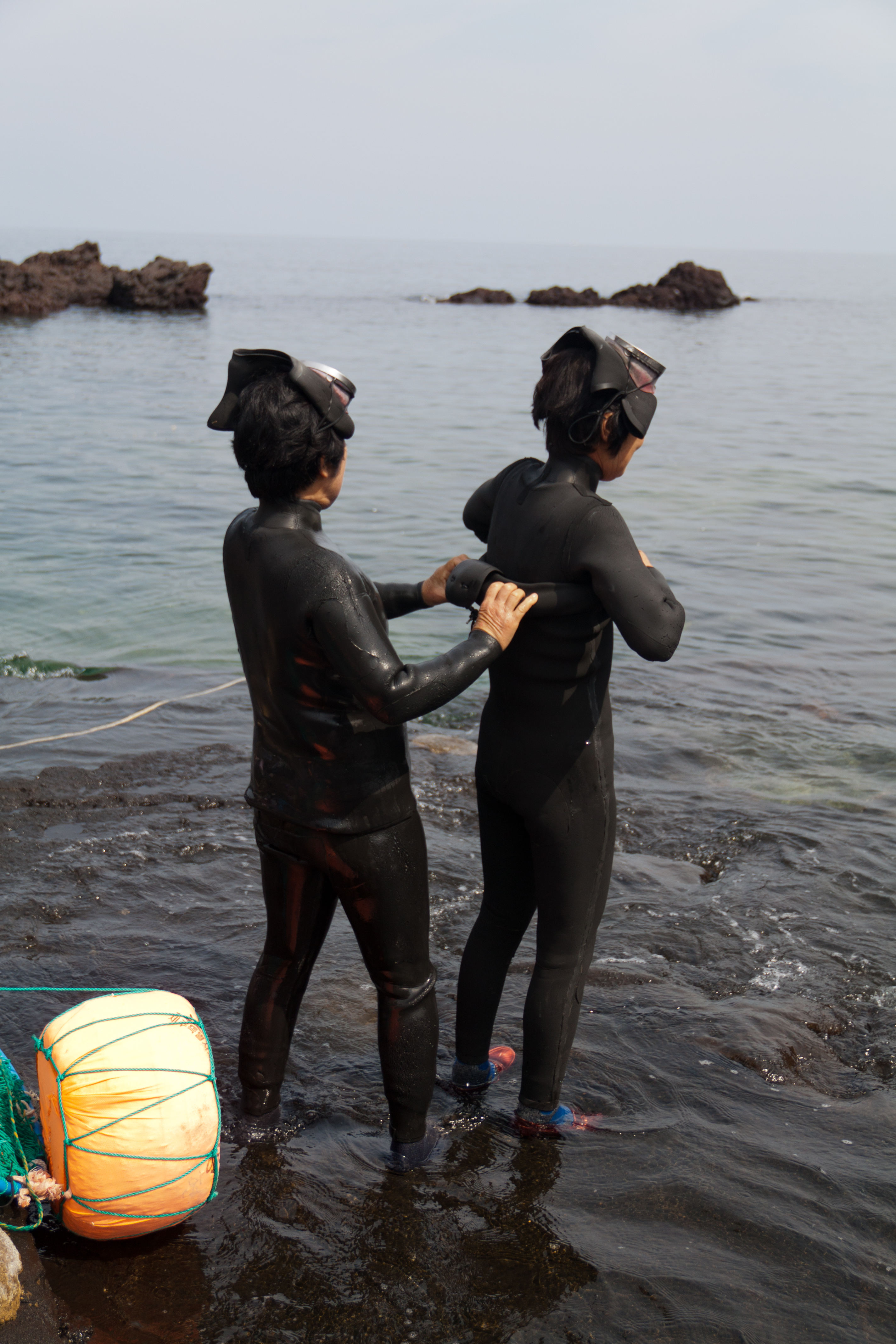
Duas mergulhadoras Haenyeo em Jeju.

Jeju (em Coreano: 제주도; 濟州道; Jeju-do) é a menor província da Coreia do Sul, e a maior ilha do país. Constitui uma província especial autônoma. De origem vulcânica, está localizada no Estreito da Coreia, a sul da Península da Coreia. Na anterior forma de transliteração (sistema de McCune-Reischauer): Cheju-do.
Jeju tem uma área de 1845,55 km² e uma população de 560 000 habitantes (2004). A capital é a cidade de Jeju (제주시; 濟州市; Jeju-si).
A província autônoma foi criada em 1946, por separação da província de Jeolla Sul. Em 1 de julho de 2006 passou a província especial autônoma, a única região da Coreia do Sul com este estatuto.
O ponto mais elevado do território sul-coreano localiza-se no centro desta ilha, o Hallasan, um vulcão inativo com 1.950 metros de altitude.
Jeju é o local antípoda (diametralmente oposto) do município brasileiro de Santa Vitória do Palmar, situado no extremo sul do país.
Em 2007, o governo sul-coreano decidiu construir uma base naval na ilha, perto da aldeia de Gangjeong, capaz de acomodar cerca de 20 submarinos e navios de guerra. Durante uma consulta popular realizada em 20 de Agosto de 2007, 94 por cento dos habitantes rejeitaram o projeto, considerando em particular que esta base apenas satisfaz os interesses americanos e a sua estratégia de conter a China no Mar da China Oriental, e destrói um ambiente protegido devido à sua natureza xamânica.
A maior indústria da Ilha de Jeju é o turismo, e a indústria de manufatura é pequena. As principais empresas em Jeju incluem Kakao, Neople, Jeju Semiconductor, Socar, LT Entertainment e Lotte Tour Development.

Bandeira de Jeju

## Geminações
- Região Autónoma da Madeira, Portugal (2007)